# Sabine Bischoff
Sabine Bischoff-Wolf, geborene Bischoff (* 21. Mai 1958 in Koblenz; † 6. März 2013 in Weikersheim), war eine deutsche Florettfechterin aus der Bundesrepublik Deutschland, die deutsche Meisterin und 1984 Olympiasiegerin mit der Mannschaft wurde.

## Leben
Sabine Bischoff gehörte seit 1963 dem Fecht-Club Tauberbischofsheim an und trainierte erst bei Horst Held und ab 1976 bei Emil Beck. 1977 machte Bischoff ihr Abitur am Matthias-Grünewald-Gymnasium in Tauberbischofsheim, bevor sie Gymnasiallehramt studierte. Nach ihrer Fechtsportkarriere war Sabine Bischoff Gymnasiallehrerin am Gymnasium Weikersheim. Sie starb nach langer schwerer Krankheit im Alter von 54 Jahren.

## Erfolge
Bischoff gewann ihre erste internationale Medaille bei den Fechtweltmeisterschaften 1979 in Bronze, es folgten Silber 1981, Bronze 1982 und Silber 1983. 1983 und 1984 war sie Deutsche Meisterin mit dem Florett. Bei den Olympischen Spielen 1984 in Los Angeles belegte sie den siebten Platz in der Einzelwertung. In der Mannschaftsentscheidung war insbesondere das Halbfinale gegen Italien eine knappe Entscheidung, bei Gleichstand nach Gefechten kam die deutsche Equipe wegen der um einen Treffer höheren Gesamttrefferzahl ins Finale; Sabine Bischoff hatte mit drei Gefechtssiegen entscheidenden Anteil am Finaleinzug. Im Finale gegen die Rumäninnen gewann sie nur eines von drei Gefechten, der deutsche Sieg war aber trotzdem eindeutig. Zusammen mit Zita Funkenhauser, Cornelia Hanisch, Christiane Weber und Ute Wessel gewann sie die erste Goldmedaille in der Mannschaftswertung für die deutschen Fechterinnen überhaupt.
Nachdem die Fechterin des FC Tauberbischofsheim ihr Lehramtsstudium erfolgreich abgeschlossen hatte, gelang ihr 1985 ihre erfolgreichste Saison überhaupt. Bei den Fechtweltmeisterschaften in Barcelona unterlag sie erst im Einzelfinale gegen Cornelia Hanisch. In der Mannschaftswertung siegten Hanisch und Bischoff zusammen mit Susanne Lang, Anja Fichtel und Zita Funkenhauser. 1986 gewann sie noch einmal WM-Bronze mit der Mannschaft.